# Icadyptes salasi
L'icadipte (Icadyptes salasi) è un pinguino estinto, vissuto nell'Eocene superiore (circa 36 milioni di anni fa). I suoi resti fossili sono stati ritrovati in Perù.

## Descrizione
Alto circa un metro e mezzo, questo pinguino era ben più grande delle specie attuali; un'altra importante differenza era data dal becco, che era insolitamente lungo e acuminato, simile a quello di un Airone. Gli studiosi ritengono che questo tipo di becco fosse una caratteristica ancestrale a tutti i pinguini primitivi, e che sia andata perduta nel corso della loro evoluzione. L'icadipte è uno dei più grandi pinguini mai scoperti, inferiore solo ad Anthropornis e a Palaeeudyptes in quanto a statura.

## Distribuzione
I resti fossilizzati di questo pinguino sono stati ritrovati nel deserto costiero del Perù, insieme a quelli di altri pinguini estinti (tra cui Perudyptes devriesi, alto quanto l'odierno pinguino reale).
Sembra che questi pinguini preferissero i climi caldi rispetto alle latitudini fredde delle specie attuali. Solo pochi pinguini odierni, come il pinguino del Capo e il pinguino delle Galapagos, vivono in un clima simile. La scoperta dei fossili di Icadyptes e di Perudyptes ha portato a riconsiderare la diffusione e l'evoluzione dei pinguini: fino a quel momento, infatti, gli scienziati ritenevano che i pinguini si fossero evoluti nei pressi del polo Sud e in Nuova Zelanda, e si fossero spostati verso l'Equatore solo intorno a 10 milioni di anni fa. Con la scoperta di Icadyptes è risultato chiaro che questi uccelli si erano adattati a un clima caldo almeno trenta milioni di anni prima.